# 白石美雪
白石 美雪（しらいし みゆき、1958年 - ）は、日本の音楽学者、音楽評論家。
東京都に生まれ、長野県松本市に育つ。長野県松本深志高等学校卒業。1984年、東京藝術大学音楽学部楽理科卒、同大学院音楽学専攻修了。
東京藝術大学講師、国立音楽大学講師などを経て1997年から武蔵野美術大学教授。音楽評議会会員。専門はジョン・ケージ。現代音楽や音楽家、コンサートなどに造詣が深い。
1990年代から音楽評論家として本格的に活動しはじめ、演奏会や現代音楽に関する評論を専門誌や、『讀賣新聞』や『朝日新聞』などに執筆した。『信濃毎日新聞』、『朝日新聞』には定期的に批評を寄稿している。1996年から2005年3月まで、NHK-FM放送の『現代の音楽』にレギュラー出演した。神奈川県横浜市で開かれているレクチャーコンサート「はじめて聴く現代音楽」の司会者をも務める。2010年、『ジョン・ケージ 混沌ではなくアナーキー』（武蔵野美術大学出版局）により第20回吉田秀和賞受賞 。
共著に『はじめての音楽史』、共訳書に『インターメディアの詩学』『音楽のことば　作曲家が書き遺した文章』などがある。

## 出演番組
- 聴きたくてクラシック（NHK-FM）
- クラシック・コレクション（NHK-FM）
- 現代の音楽（NHK-FM）